# Annette Wademant
Annette Wademant, née le 19 février 1928 à Uccle en Belgique et morte le 11 septembre 2017 à Paris, est une scénariste belge, ayant travaillé en France.

## Biographie

### Vie privée
Annette Wademant a été mariée avec le cinéaste Michel Boisrond, avec qui elle a eu un fils, le peintre François Boisrond, et une fille, Cécile Boisrond, réalisatrice.

## Filmographie
- 1950 : Édouard et Caroline de Jacques Becker (+ dialogues)
- 1951 : Casque d'Or de Jacques Becker (non créditée)
- 1952 : Rue de l'Estrapade de Jacques Becker
- 1953 : Madame de... de Max Ophüls
- 1955 : Lola Montès de Max Ophüls
- 1956 : Club de femmes de Ralph Habib
- 1957 : Typhon sur Nagasaki de Yves Ciampi (dialogues)
- 1957 : Une manche et la belle d'Henri Verneuil (+ dialogues)
- 1957 : Une Parisienne de Michel Boisrond (+ dialogues)
- 1959 : Faibles Femmes de Michel Boisrond (+ dialogues)
- 1959 : Voulez-vous danser avec moi ? de Michel Boisrond
- 1960 : La Française et l'Amour de Michel Boisrond et Henri Decoin
- 1960 : Un soir sur la plage de Michel Boisrond (+ dialogues)
- 1962 : Les Parisiennes de Marc Allégret
- 1962 : Comment réussir en amour de Michel Boisrond
- 1963 : Comment trouvez-vous ma sœur ?, de Michel Boisrond (+ dialogues)
- 1964 : Cherchez l'idole de Michel Boisrond
- 1964 : Comment épouser un premier ministre de Michel Boisrond
- 1968 : La Leçon particulière de Michel Boisrond
- 1969 : Du soleil plein les yeux de Michel Boisrond
- 1974 : Dis-moi que tu m'aimes de Michel Boisrond
- 1982 : L'Enfant secret de Philippe Garrel